# Steintreppe Stäglimatt
Die Steintreppe Stäglimatt ist eine steinerne Treppe in Küttigen im Schweizer Kanton Aargau. Sie ist direkt an der Staffeleggstrasse und besteht aus sieben Stufen. Sie gehört zu den Küttiger Kulturgütern und ist im kantonalen Bauinventar mit der Nummer INV-KUT906 gelistet.
Die Treppe war Teil des Weges von Küttigen auf die Staffelegg. Von dieser kleinen Treppe (Stägli) leitete sich der Flurnamen Stäglimatt ab.
In der dritten Stufe ist heute ein Vermessungspunkt eingelassen.

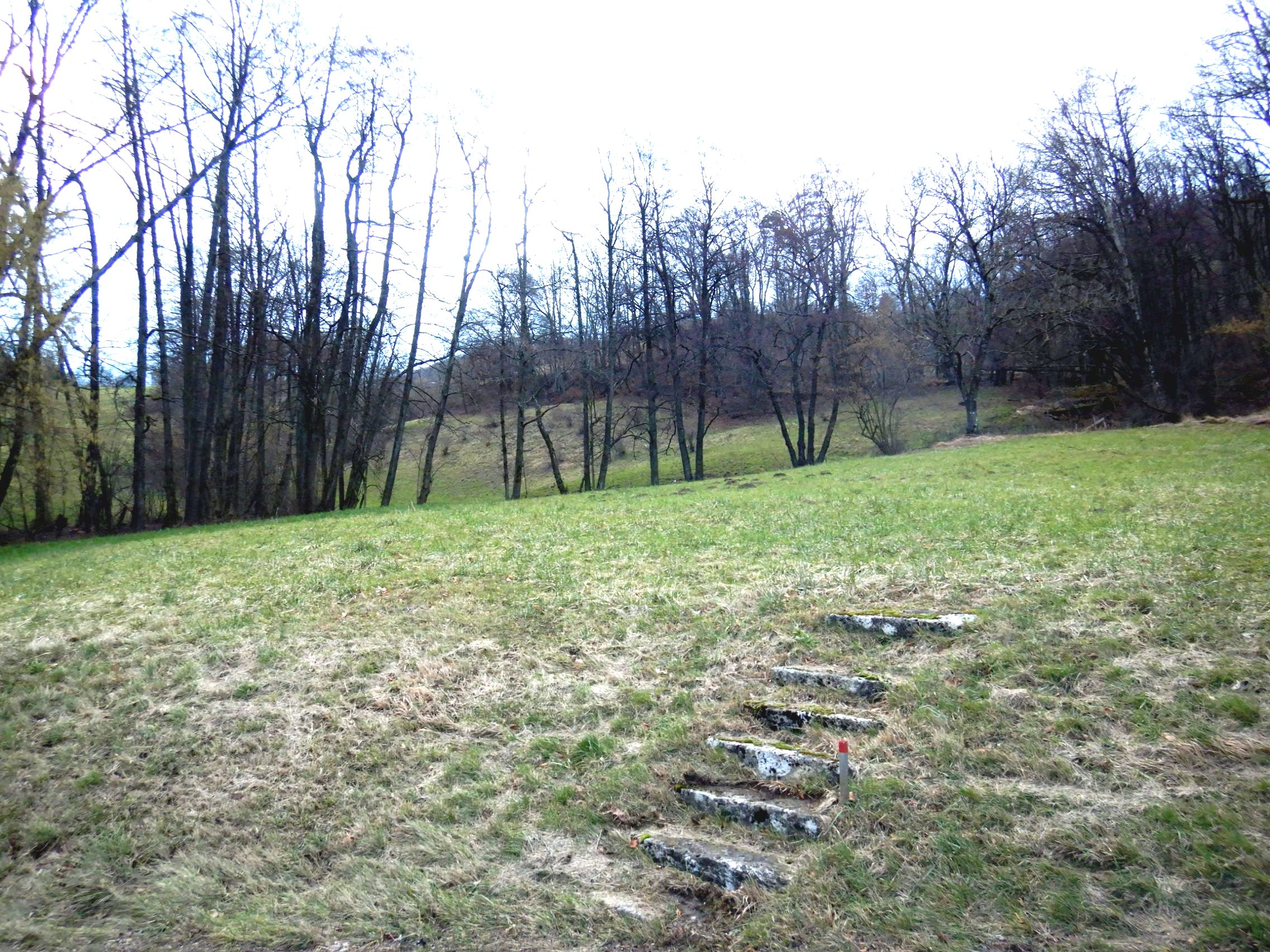
Treppe
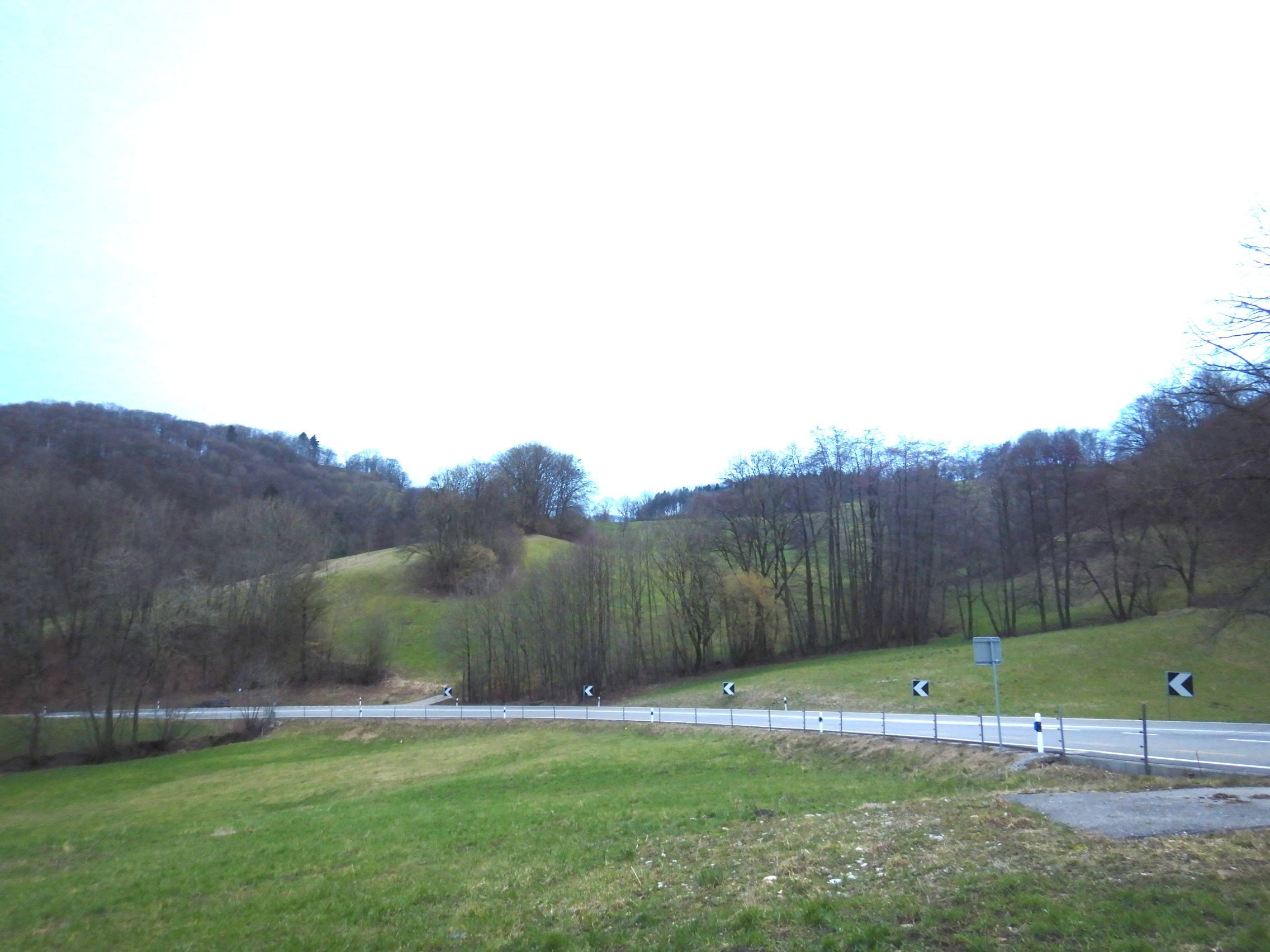
Übersicht
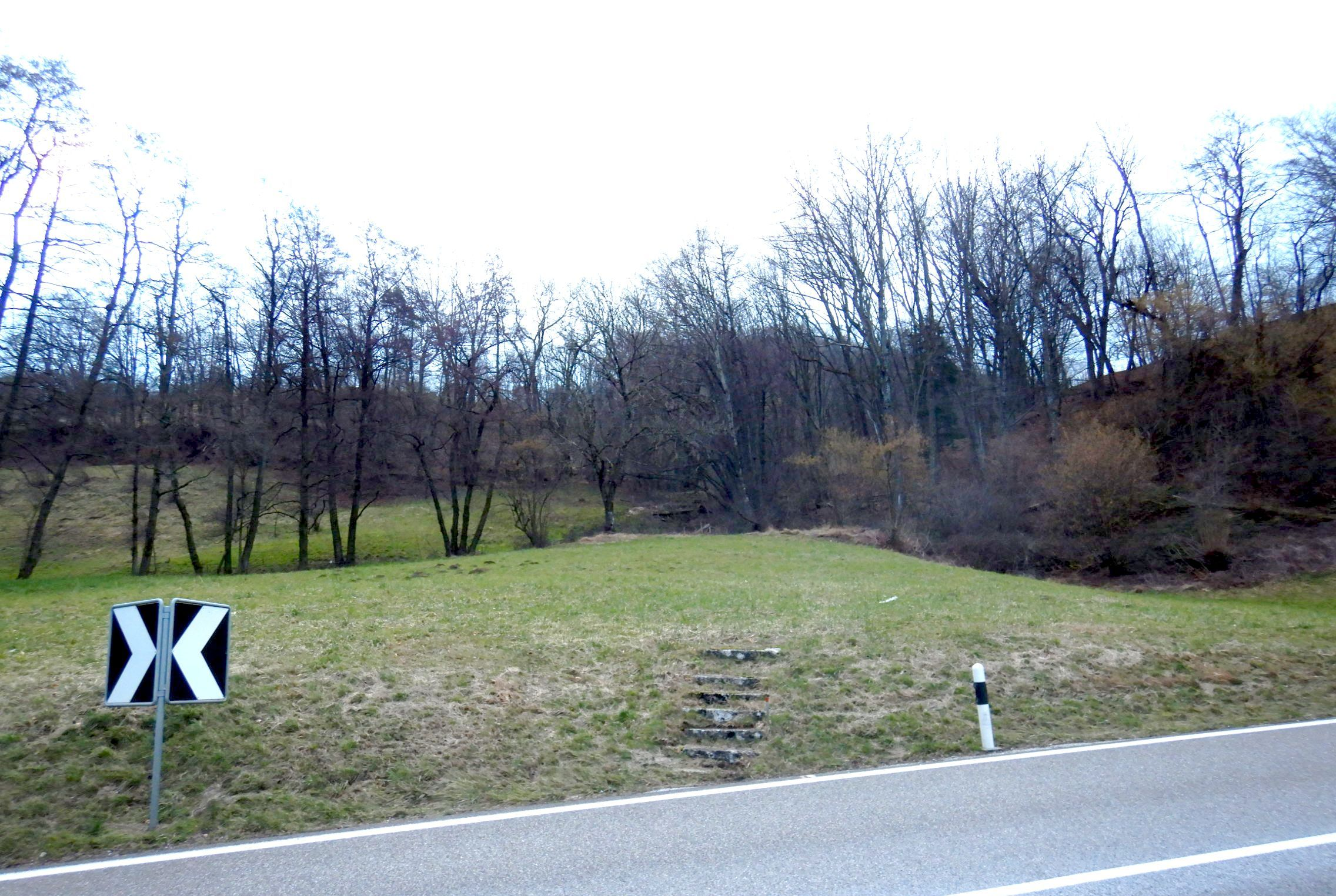
Situation